# Kobina Wudu
Kobina Wudu es un diplomático ghanés.
- En octubre de 1970 se unió al Servicio Exterior de Ghana.
- Ha sido ocupado diversos cargos en las misiones de Ghana en Bruselas, Ginebra, Addis Abeba y Lagos.
- También ha ocupado cargos de responsabilidad en la Oficina de Relaciones Económicas, África y la OUA (ahora AU) Mesa, como asistente personal del Secretario PNDC de Asuntos Exteriores y como Director de Protocolo del Estado.
- De junio de 2000 a marzo de 2002 fue Embajador y representante Permanente de Ghana ante la Oficina de la Organización de las Naciones Unidas en Ginebra y la Oficina de las Naciones Unidas en Viena.
- Del 31 de mayo de 2013 al 23 de julio de 2015 fue embajador en Bruselas y acreditado ante la Union Europea.[1]